# Europese weg 903
De Europese Weg 903 of E903 is een Europese weg die loopt van Torrefresneda in Spanje naar Alicante in Spanje.

## Algemeen
De Europese weg 903 is een Klasse B-verbindingsweg en verbindt het Spaanse Torrefresneda met het Spaanse Alicante en komt hiermee op een afstand van 603 kilometer. De route is door de UNECE als volgt vastgelegd: Torrefresneda - Alicante.